# Gerhard Bing
Gerhard „Schaske“ Bing (* 4. August 1934 in Alsfeld, Hessen; † 19. März 2006) war ein deutscher Flottillenadmiral der Bundesmarine der Bundeswehr.

## Leben
Bing trat nach dem Abitur 1955 als Mitglied der ersten Crew I/1956 am 1. Januar 1956 in die Bundesmarine ein. Zu seinen Jahrgangskameraden gehörten unter anderem Konteradmiral Jürgen Dubois, Flottillenadmiral Konrad Ehrensberger sowie Vizeadmiral Hein-Peter Weyher. Nach Abschluss seiner Grundausbildung in der Marinelehrkompanie Wilhelmshaven erfolgte am 1. April 1957 seine Beförderung zum Leutnant zur See. Ab Oktober 1957 absolvierte er die Bordausbildung auf dem französischen Schulkreuzer Jeanne d’Arc sowie im Anschluss ab Juli 1958 auf dem Schulschiff Eider und an der Marineschule Mürwik, wo am 12. Dezember 1958 seine Beförderung zum Oberleutnant zur See erfolgte. Daraufhin besuchte er von Januar bis Juni 1959 eine U-Jagd-Ausbildung bei der US-Navy im Naval Training Center San Diego und diente nach seiner Rückkehr ab dem 1. Juli 1959 als Fernmelde-, Ortungs- und U-Jagd-Offizier auf dem Geleitboot Hummel und dem Zerstörer 5. Am 1. Januar 1963 übernahm er im 3. Schnellbootgeschwader den Posten als Kommandant des zur Jaguar-Klasse gehörenden Schnellboots Wolf und erhielt als solcher am 18. Juni 1964 seine Beförderung zum Kapitänleutnant.
Nachdem er ab dem 1. Oktober 1964 den Offizierlehrgang B U-Jagd/Torpedo absolviert hatte, besuchte Bing vom 1. September 1966 bis zum 31. März 1968 Seekriegshochschule (Ecole supérieure de guerre navale) in Frankreich. Während dieser Zeit wurde er am 7. Dezember 1967 zum Korvettenkapitän befördert und war im Anschluss vom 1. Mai 1968 bis zum 20. Februar 1969 Absolvent einer Ausbildung zum Ersten Offizier für Lenkwaffenzerstörer bei der US Navy auf der Naval Station Norfolk. Nach seiner Rückkehr gehörte ab dem 22. März 1969 als Erster Offizier (IO) zur Indienststellungsbesatzung des Zerstörers Lütjens der Lütjens-Klasse, die auch als Lütjens-Klasse bekannt ist und nach Admiral Günther Lütjens benannt ist, der am 27. Mai 1941 mit dem Schlachtschiff Bismarck unterging. Nachdem er am 15. April 1971 zum Fregattenkapitän befördert wurde, wechselte er am 16. Oktober 1971 in das Bundesministerium der Verteidigung nach Bonn und war dort war dort im Führungsstab der Marine als Hilfsreferent Fü M VII 3 tätig und somit in der Stabsabteilung Schiffe und Waffensysteme der Marine (Fü M VII) für die Systemsteuerung für die Bereiche Zerstörer- und Versorgungsflottille zuständig.

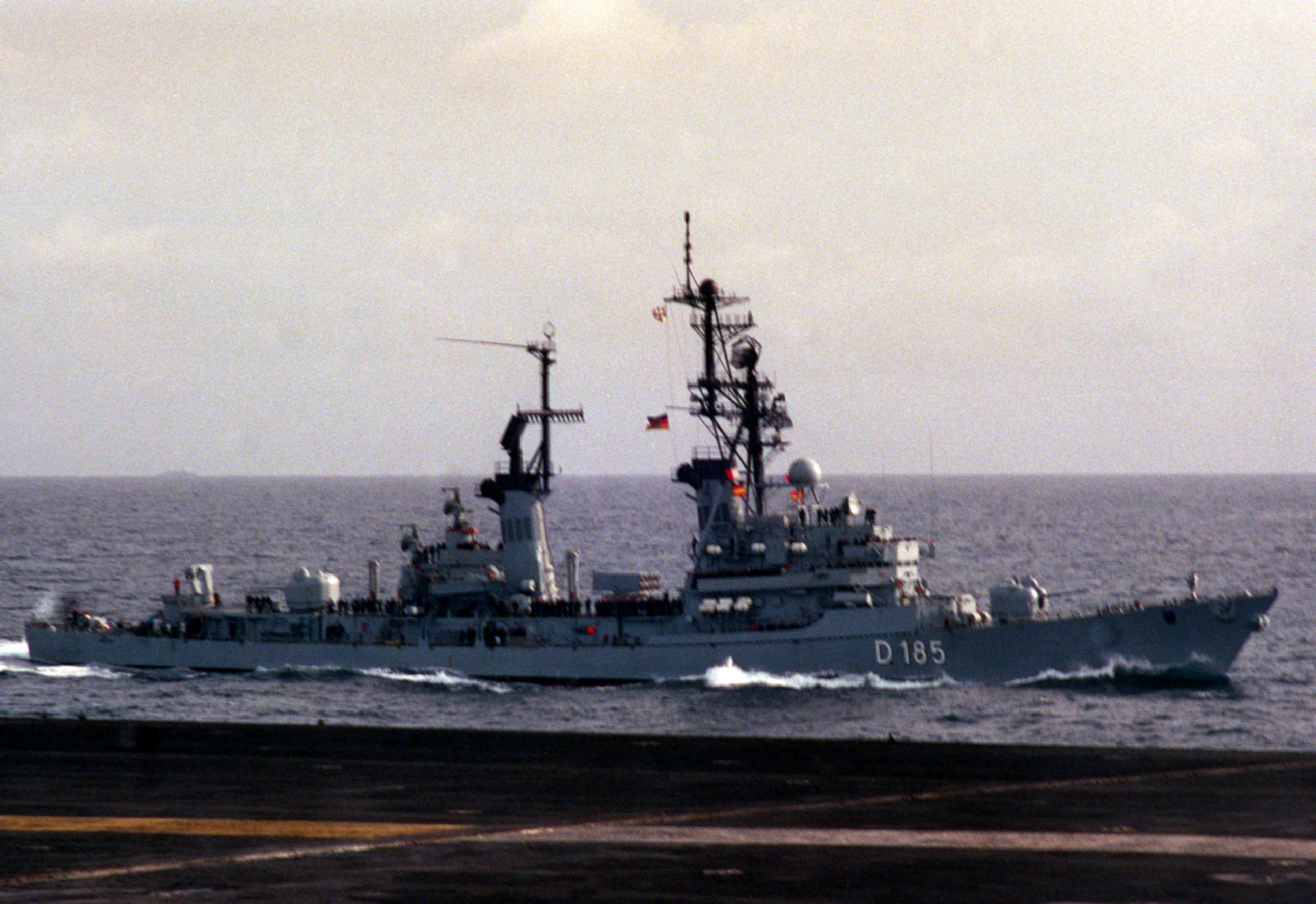
Bing war von 1969 bis 1971 nicht nur Erster Offizier, sondern zwischen 1974 und 1977 auch vierter Kommandant des Zerstörers Lütjens

Daraufhin kehrte Fregattenkapitän Bing am 1. Oktober 1974 als Nachfolger von Kapitän zur See Egon Meyer als vierter Kommandant an Bord des Zerstörers Lütjens zurück und verblieb in dieser Verwendung bis zum 31. März 1977, woraufhin Kapitän zur See Klaus Dingeldein sein dortiger Nachfolger wurde. Während dieser Zeit erfolgte am 1. April 1975 seine Beförderung zum Kapitän zur See. Nach Beendigung dieser Verwendung begann er am 1. April 1977 die Attachéausbildung und wurde am 1. Oktober 1977 als Marineattaché an die Botschaft in Frankreich versetzt. Am 14. Oktober 1980 wurde er mit dem Komturkreuz des Verdienstordens der Republik Frankreich (Ordre national du Mérite) ausgezeichnet.
Nach seiner Rückkehr übernahm Bing am 1. April 1980 den Posten als Gruppenleiter Systemsteuerung im Marineunterstützungskommando (MUKdo) in Wilhelmshaven und wurde nach seiner Beförderung zum Flottillenadmiral am 1. Oktober 1983 in Personalunion gleichzeitig Leiter der Abteilung Systembetreuung im Marineunterstützungskommando. In dieser Funktion wurde ihm am 31. August 1984 das Verdienstkreuz am Bande des Verdienstordens der Bundesrepublik Deutschland verliehen. Am 1. Januar 1985 kehrte Gerhard Bing ins Bundesministerium der Verteidigung zurück und wurde als Nachfolger von Flottillenadmiral Klaus-Jürgen Steindorff im dortigen Führungsstab der Marine (FüM) Leiter der Stabsabteilung Fü M VII. In dieser Position wurde er am 14. März 1991 mit dem Verdienstkreuz 1. Klasse des Verdienstordens der Bundesrepublik Deutschland ausgezeichnet. Mit der Umgliederung des FüM übernahm er zum 1. Oktober 1992 die Stabsabteilung Fü M II (nun Logistik und Rüstung). Am 31. März 1993 trat er in den Ruhestand und zum 1. April 1993 übernahm Flottillenadmiral Hans-Achim Romer die Leitung der Stabsabteilung Fü M II.
Am 26. November 1960 heiratete Bing Hella Heimbel.

## Veröffentlichungen
- Marinerüstung auf dem Weg zur „Flotte 2005“. In: Wehrtechnik. Band 23, Ausgaben 6–12, Wehr und Wissen Verlagsgesellschaft, 1991, S. 4 ff.
- Vorrang für Kampfwerterhaltung. Rüstung für die Marine nach dem Baukasten-Prinzip. In: Europäische Sicherheit. Band 40, Ausgaben 7–12, E. S. Mittler, 1991, S. 404 ff.
- Technologische Fähigkeiten langfristig erhalten. Überlegungen und Vorstellungen der Marine zum Erhalt nationaler maritimer Schlüsselindustrien. In: Wehrtechnik. Band 25, Ausgaben 7–12, Wehr und Wissen Verlagsgesellschaft, 1993, S. 7 ff.